# Copa Centro-Oeste
La Copa Centro-Oeste era una competizione calcistica a cui partecipavano le squadre della regione centro-ovest del Brasile.

## Storia
Dal 2000 al 2002, il vincitore della Copa Centro-Oeste si aggiudicava l'accesso alla Copa dos Campeões.

## Titoli per squadra
| Squadra  | Stato        | Titoli |
| -------- | ------------ | ------ |
| Goiás    | Goiás        | 3      |
| Cruzeiro | Minas Gerais | 1      |

## Titoli per stato
| Stato        | Titoli |
| ------------ | ------ |
| Goiás        | 3      |
| Minas Gerais | 1      |

## Altre competizioni simili
La Copa Brasil Central si è disputata nel 1967 e nel 1969, mentre il Torneio Centro-Oeste è stato disputato nel 1976, nel 1981 e nel 1984. L'edizione del 1976 è stata organizzata dalla CBD.